# غاريث جنكينز
غاريث جنكينز (بالإنجليزية: Gareth Jenkins)‏ هو لاعب اتحاد الرغبي بريطاني، ولد في 11 سبتمبر 1951 في Burry Port ‏ في المملكة المتحدة.